# Queens (Fernsehserie)
Queens ist eine US-amerikanische Musical-Drama-Serie, die von ABC Signature für die Walt Disney Company umgesetzt wurde. Die Premiere der Serie fand am 19. Oktober 2021 auf dem US-Networksender ABC statt. Im deutschsprachigen Raum erfolgte die Erstveröffentlichung der Serie am 19. Januar 2022 durch Disney+ via Star als Original. Im Mai 2022 wurde die Serie nach einer Staffel abgesetzt.

## Handlung
Brianna, Jill, Valeria und Naomi traten einst in den 1990er Jahren als die „Nasty Bitches“ auf. Gemeinsam stellten die Vier nicht nur die Welt des Hip-Hops auf den Kopf, sondern erlangten durch ihre Musik auch den Legendenstatus. Mittlerweile sind sie in ihren Vierzigern und haben sich weitestgehend voneinander entfremdet. Durch eine Wiedervereinigung der Vier bieten sich nun die Chance, zu altem Ruhm und Elan zurückzukehren. Doch wird es den einstigen Megastars gelingen, die auch als Professor Sex, Butter Pecan, Da Thrill und Xplicit Lyrics bekannt sind, dieses ambitionierte Ziel zu erreichen?

## Besetzung und Synchronisation
Die deutschsprachige Synchronisation entstand nach den Dialogbüchern von Simone Hanselmann und Victoria Kube sowie unter der Dialogregie von Tanja Frank durch die Synchronfirma Iyuno Germany in München.

### Hauptdarsteller
| Rolle                               | Schauspieler     | Synchronsprecher   |
| ----------------------------------- | ---------------- | ------------------ |
| Naomi „Xplicit Lyrics“ Harris-Jones | Brandy           | Sandra Schwittau   |
| Valeria „Butter Pecan“ Mendez       | Nadine Velazquez | Angela Wiederhut   |
| Jill „Da Thrill“ Sumpter            | Naturi Naughton  | Caroline Combrinck |
| Brianna „Professor Sex“ Robinson    | Eve              | Jacqueline Belle   |
| Eric Jones                          | Taylor Selé      | Patrick Schröder   |
| Lauren „Lil Muffin“ Rice            | Pepi Sonuga      | Farina Brock       |

### Nebendarsteller
| Rolle         | Schauspieler            | Synchronsprecher        |
| ------------- | ----------------------- | ----------------------- |
| Tina Dubois   | Felisha Terrell         | Maren Rainer            |
| Jojo Harris   | Precious Way            | Pia Amofa-Antwi         |
| Darren Filgo  | Emerson Brooks          | Sebastian Winkler       |
| Jeff Robinson | RonReaco Lee            | Julian Manuel           |
| Venus         | Justice Freedom Jones   | Lilian Weckmann-Pokorny |
| James         | Tre Stokes              | Manuel Grabowski        |
| Olivia        | Brooklyn Skye Oliver    | Helena Weckmann-Pokorny |
| Langston      | Gianni Sauce            | Leon Santos Burmeister  |
| Alexis        | Hannah Masi             | Friederike Sipp         |
| Alicia        | Rana Roy                | Shandra Schadt          |
| Rosie         | Elaine del Valle        | Dorothea Anzinger       |
| Tarik         | Da'Jon A. Porter        | Benjamin Krause         |
| Jamari        | Jason Jamal Ligon       | Felix Mayer             |
| Jadakiss      | Jason Terrance Phillips | Dustin Peters           |
| Bébé          | Alasdair Flagella       | Felix Auer              |

### Gastdarsteller
| Rolle              | Schauspieler            | Synchronsprecher     |
| ------------------ | ----------------------- | -------------------- |
| Charles M. Blow    | Charles M. Blow         | Robinson Reichel     |
| Charlie            | Hunter Burke            | Martin Bonvicini     |
| Patricia           | Rhonda Johnson Dents    | Angelika Bender      |
| Dana Murphy        | Lauren Buglioli         | Bettina Zech         |
| Senderchef         | Barry Piacente          | Matthias Kupfer      |
| Rufus              | Gregory Nassif St. John | Uwe Kosubek          |
| Producer von Cribs | Nick Arapoglou          | Jan Langer           |
| Suchtberater       | Masud Olufani           | Dustin Peters        |
| Cam'ron            | Cam’ron                 | Stefan Lehnen        |
| Mara               | Brenda Nicole Moorer    | Katrin Wunderlich    |
| Mitzi Yee          | Jenne Kang              | Melanie Manstein     |
| Finn Rutherford    | Parker Sack             | Maximilian Belle     |
| Direktorin Stiller | Amy Parrish             | Marion Hartmann      |
| Patti              | Jenna Kanell            | Tatjana Pokorny      |
| Father Dylan       | Exie Booker             | Thomas Albus         |
| Fivio Foreign      | Fivio Foreign           | Stefan Günther       |
| Rodrigo Canales    | Jose Moreno Brooks      | Benedikt Gutjan      |
| Angela Yee         | Angela Yee              | Tatjana Pokorny      |
| Lacey              | Elizabeth Youman        | Carolin Sophie Göbel |
| DJ Envy            | RaaShaun Casey          | Dustin Peters        |

## Episodenliste
| Nr. | Deutscher Titel                           | Originaltitel            | Erstausstrahlung (USA) | Deutschsprachige Erstveröffentlichung (D/A/CH) | Regie            | Drehbuch                                     |
| --- | ----------------------------------------- | ------------------------ | ---------------------- | ---------------------------------------------- | ---------------- | -------------------------------------------- |
| 1   | 1999                                      | 1999                     | 19. Okt. 2021          | 19. Jan. 2022                                  | Tim Story        | Zahir McGhee                                 |
| 2   | Heart of Queens                           | Heart of Queens          | 26. Okt. 2021          | 19. Jan. 2022                                  | Tim Story        | Zahir McGhee                                 |
| 3   | Wen nennst du hier eine Schlampe?         | Who You Calling a Bitch? | 2. Nov. 2021           | 26. Jan. 2022                                  | Shiri Appleby    | Zahir McGhee & Heather Mitchell              |
| 4   | Kein Zuckerschlecken                      | Ain't No Sunshine        | 9. Nov. 2021           | 2. Feb. 2022                                   | Crystle Roberson | Njeri Brown                                  |
| 5   | Alles für Aufmerksamkeit                  | Do Anything for Clout    | 16. Nov. 2021          | 9. Feb. 2022                                   | Benny Boom       | Jordan Reddout & Gus Hickey                  |
| 6   | Hinter dem Thron                          | Behind the Throne        | 23. Nov. 2021          | 16. Feb. 2022                                  | Daniel Willis    | Zahir McGhee, Heather Mitchell & Stacy Traub |
| 7   | Who Shot Ya                               | Who Shot Ya              | 7. Dez. 2021           | 23. Feb. 2022                                  | Crystle Roberson | Tess Leibowitz                               |
| 8   | Gottes Plan                               | God's Plan               | 14. Dez. 2021          | 2. März 2022                                   | Stacey Muhammad  | Heather Mitchell                             |
| 9   | Bars                                      | Bars                     | 4. Jan. 2022           | 9. März 2022                                   | Rachel Raimst    | Mamoudou N'Diaye                             |
| 10  | Nasty Girl Records                        | Nasty Girl Records       | 11. Jan. 2022          | 16. März 2022                                  | Sidney Siddell   | Kyra Jones                                   |
| 11  | I'm a Slave 4 U                           | I'm A Slave 4 U          | 18. Jan. 2022          | 23. März 2022                                  | Menjah Huda      | Valeska Rodriguez                            |
| 12  | Lass die Vergangenheit Vergangenheit sein | Let the Past Be the Past | 8. Feb. 2022           | 30. März 2022                                  | Ruba Nadda       | Njeri Brown & Jordan Reddout                 |
| 13  | 2022                                      | 2022                     | 15. Feb. 2022          | 6. Apr. 2022                                   | Crystle Roberson | Zahir McGhee & Lee Johnson                   |